# Argyrolobium lydenburgense
Argyrolobium lydenburgense är en ärtväxtart som beskrevs av Hermann August Theodor Harms. Argyrolobium lydenburgense ingår i släktet Argyrolobium och familjen ärtväxter. Inga underarter finns listade i Catalogue of Life.